# Richard Jardine
Richard Jardine (* 1953) ist ein britischer Geotechniker und Hochschullehrer für Geomechanik am Imperial College London.

## Werdegang
Jardine erwarb 1974 seinen Bachelor-Abschluss am Imperial College London und arbeitete danach als Ingenieur für staatliche Stellen in Großbritannien und Ingenieurbüros. 1980 erwarb er seinen Master-Abschluss und 1984 wurde er dort promoviert (die Dissertation gewann den Unwin Preis des Imperial College). Danach war er Lecturer, ab 1991 Senior Lecturer, ab 1994 Reader und ab 1998 Professor am Imperial College. 2005 bis 2011 stand er dort der Fakultät für Geotechnik vor. 2012 wurde er Dekan für Ingenieurwesen (ab 2013 Consul genannt). Seit 2012 ist er auch Overseas Professor des britischen Bildungsministeriums in China.
Er befasst sich mit Offshore-Geotechnik (zum Beispiel Pfahlgründungen für Windkraftanlagen und damit zusammenhängend zyklischer und lateraler Belastung von Pfählen in Seesedimenten, große Unterwasser-Erdrutsche und entsprechende Studien für Georisiken), Windkraftanlagenfundamente in der Kreide der deutschen Ostsee, Instrumentierung für Feld- und Labormessungen, konstitutivem Verhalten von Sand, weichen organischen Böden und steifem Ton und Permafrost-Böden im Zusammenhang mit dem Klimawandel. Unter anderem war er am TLP-Projekt in der Nordsee beteiligt (Tension Leg Platform im Hutton Ölfeld von Conoco). Dort wurde Anfang der 1980er Jahre die erste TLP getestet, eine Ölbohrplattform, die über Kabel am Meeresboden verankert ist.
Er ist Fellow der Institution of Civil Engineers (2001) und der Royal Academy of Engineering (2002) und Fellow des City and Guilds Institute (2008). Für 2016 wurde er Rankine Lecturerer. 2024 wurde Jardine zum Mitglied der Royal Society gewählt.